# Csertő
Csertő ist eine ungarische Gemeinde im Kreis Szigetvár im Komitat Baranya.

## Geografische Lage
Csertő liegt gut fünf Kilometer nördlich der Stadt Szigetvár.

## Verkehr
Durch Csertő verläuft die Nebenstraße Nr. 66121, ein Kilometer östlich des Ortes die Hauptstraße Nr. 67. Der
nächstgelegene Bahnhof befindet sich in Szigetvár.